# Episodi di Vostro onore
La prima e sola stagione della serie televisiva Vostro onore, composta da 8 episodi, è stata trasmessa in prima visione su Rai 1 ogni lunedì dal 28 febbraio al 21 marzo 2022 in quattro prime serate.
| nº | Titolo     | Prima TV         |
| -- | ---------- | ---------------- |
| 1  | Episodio 1 | 28 febbraio 2022 |
| 2  | Episodio 2 | 28 febbraio 2022 |
| 3  | Episodio 3 | 7 marzo 2022     |
| 4  | Episodio 4 | 7 marzo 2022     |
| 5  | Episodio 5 | 14 marzo 2022    |
| 6  | Episodio 6 | 14 marzo 2022    |
| 7  | Episodio 7 | 21 marzo 2022    |
| 8  | Episodio 8 | 21 marzo 2022    |

## Episodio 1
Vittorio Pagani è un giudice milanese noto e rispettato per la sua onorabilità. La recente scomparsa della moglie Linda, morta suicida, ha lasciato un segno doloroso nella sua vita e ha complicato il suo già difficile rapporto con il figlio neomaggiorenne Matteo, coinquilino della nonna materna Anita.
Un giorno il giovane, ancora senza patente, alla guida della vecchia auto della madre, investe un uomo e scappa a casa. Il padre quando lo viene a sapere lo rimprovera duramente e cerca il modo di risolvere la situazione. In commissariato sente dire da un poliziotto che il ragazzo investito è Diego Silva, figlio di un boss. Vittorio sa bene che, se i Silva scoprissero chi ha causato l'incidente, non esiterebbero a vendicarsi e ad uccidere Matteo. Deciso ad infrangere la legge per salvare il figlio, dopo averlo fatto allontanare con l’auto dal commissariato, Vittorio, protagonista come PM proprio dello smantellamento del clan Silva tempo prima, racconta all'amica ispettore Sara Vichi di aver subito il furto dell'auto.
Vittorio chiede di far sparire l'auto all'amico ispettore della DIA Salvatore Berto il quale a sua volta si rivolge a Nino Grava, cugino di sua moglie Maddalena. Il ragazzo supera un'auto civetta in perlustrazione e nella fuga finisce fuori strada venendo arrestato. In commissariato Vittorio, riconoscendo il ragazzo, si affretta a dire a Sara che lo avrebbe visto aggirarsi fuori casa sua il giorno del presunto furto; subito dopo cerca di tenere calmo Salvatore chiedendogli di convincere Nino a patteggiare per non passare guai peggiori. La posizione del ragazzo, difeso da Ludovica Renda, un'amica di Vittorio, si complica perché oltre al furto è accusato anche di tentato omicidio e omissione di soccorso perché sospettato di aver investito Diego Silva. Vittorio cerca di tranquillizzare Salvatore dicendogli che pagherà le spese legali del ragazzo.
Miguel Silva avvicina l'ispettore Vichi sotto casa consegnandole una prova trovata sul luogo dell'incidente prima dell'arrivo della Polizia, un inalatore per asmatici, così che lei possa risalire al responsabile.
- Ascolti: telespettatori 4 170 000 – share 18,90%[4].

## Episodio 2
Vittorio consegna 5 000 euro in contanti a Salvatore per le spese legali. La scientifica analizza l'inalatore e le tracce ritrovate nell'auto che non risulteranno appartenere a Nino.
L'ispettore Vichi illustra il quadro della situazione al dirigente Danti: Lucas Silva al momento del suo arresto ha lasciato un'eredità pesante e difficile da gestire ai figli Diego e Miguel mentre Nino Grava è figlio di un boss morto da tempo ed è il cugino dell'imprenditore immacolato Filippo e di Maddalena Grava, moglie di Salvatore Berto.
Danti dice a Vittorio che Nino non può aver investito Diego poiché le scarpe che hanno sporcato l'auto di olio della moto non sono del suo numero; il giudice si affretta così a bruciare le scarpe del figlio nel barbecue in giardino e senza successo si reca sul luogo dell'incidente per cercare l'inalatore perso da Matteo.
Coincidenza vuole che il ragazzo ubriaco una notte venga ospitato da Camilla Danti, sua compagna di scuola nonché figlia del dirigente del commissariato. Quest'ultimo durante l'interrogatorio fa capire a Nino che sarebbe in pericolo se la notizia del suo coinvolgimento uscisse fuori e gli promette un programma di protezione ma l'avvocato Renda interviene prontamente per non far parlare il ragazzo.
Vittorio, che è riuscito a dribblare la richiesta del vice ispettore Orlando di poter avere le registrazioni delle telecamere di sicurezza di casa sua del giorno del presunto furto dicendo che erano guaste, insospettisce Danti e la Vichi quando dice che il figlio ha perso un inalatore. Poco dopo il giudice viene avvertito dall'avvocato Renda del fatto che Nino ha deciso di parlare.
- Ascolti: telespettatori 4 170 000 – share 18,90%[4].

## Episodio 3
Nino ha deciso di parlare e al suo avvocato dice di aver rubato un'altra auto in una zona diversa di Milano la sera del fatto; questa riporta tutto a Vittorio e alla polizia.
Vittorio e Salvatore si recano allo sfascio dove Nino aveva portato l'auto rubata facendola sparire prima dell'arrivo della polizia.
L'avvocato Renda, la polizia e i Silva continuano a non capire chi possa aver investito Diego. Matteo intanto continua a frequentare Camilla.
- Ascolti: telespettatori 3 653 000 – share 17,10%[5].

## Episodio 4
Vittorio e Salvatore lontano dalla città bruciano l'auto rubata da Nino che sarebbe stata il suo alibi, mentre Matteo va a letto con Camilla e lascia Chiara.
Grazie a una soffiata, viene arrestato Carlos Alvarez, luogotenente dei Silva, le cui impronte sono state ritrovate sull'inalatore consegnato da Miguel all'ispettore Vichi facendo insospettire ancor di più Danti. Vittorio capisce però che è stato Miguel a fare la soffiata per fare arrestare di proposito Carlos sapendo che sarebbe poi finito nello stesso carcere dove è detenuto Nino. In cortile Carlos colpisce Ciro, un parente di Nino il quale viene messo in isolamento per precauzione.
Filippo Grava intanto affronta prima la sorella e poi Salvatore perché ha capito che Nino è stato usato dal cognato e ha paura di ritorsioni. Filippo incontra Miguel il quale dice che non si fermerà per avere vendetta.
Vittorio studia un modo per salvare Nino e chiede a Salvatore di convincere il ragazzo ad entrare in un programma di protezione accusando Filippo con una finta soffiata su un carico di droga. Poco dopo difatti la polizia ritrova cocaina e armi in un deposito fuori città. Filippo capisce subito che qualcuno ha voluto incastrarlo e fa uccidere Nino sotto casa della madre dove era di passaggio prima di entrare nel programma di protezione.
- Ascolti: telespettatori 3 653 000 – share 17,10%[5].

## Episodio 5
Salvatore attacca Vittorio per la morte di Nino e Matteo esce dalla sua camera confessando al poliziotto di essere stato lui ad investire Diego Silva. La polizia vuole scoprire come è possibile che si sia saputo della scarcerazione di Nino. L'avvocato Renda è convinta che dietro all’arresto di Nino ci sia stato Salvatore e ne parla con Vittorio venendo però bloccata dal giudice.
Miguel Silva durante una visita al padre Lucas in carcere nega di avere a che fare con la morte di Nino e racconta che il fratello Diego si era messo a spacciare per conto proprio. Vittorio viene ripreso da sua suocera per non essere stata messa al corrente degli ultimi sviluppi e lo sprona a prendersi il posto che merita in tribunale.
Ludovica Renda insiste e spinge l'ispettore Vichi a concentrarsi su Salvatore Berto. La poliziotta chiede aiuto a Vittorio il quale le fa capire che è fuori strada riprendendo poi ancora l'avvocato. Questa gli fa capire che Nino aveva fatto una soffiata su un deposito di Filippo Grava; Vittorio e Salvatore capiscono quindi che c'è lui dietro all’omicidio del ragazzo.
Dalle immagini delle telecamere, Vittorio riconosce il killer di Nino: è Davide Narsi, uomo di Filippo Grava. L'imprenditore, per ristabilire la pace con i rivali, chiede a Miguel la testa di uno dei suoi uomini per pareggiare i conti e quindi nelle docce del carcere viene sgozzato Carlos Alvarez. Salvatore anticipa la polizia e arresta Davide Narsi consegnandolo di persona alla Vichi.
Camilla si insospettisce quando Matteo ammette di non avere ancora la patente quando in realtà lo ha conosciuto mentre era alla guida dell’auto della madre.
Una sera Vittorio e Ludovica finiscono per fare l'amore. La mattina seguente fuori casa la suocera di Vittorio, nell'anniversario della morte di Linda, lo attacca per aver ipotecato la casa al lago (scelta dettata dal fatto di volersi sdebitare con Salvatore). Vittorio dice a Matteo di non aver avuto nessun’altra donna fino alla sera prima.
La Vichi avvisa Vittorio del fatto che il secondo telefono di Nino è nelle mani di Salvatore il cui figlio viene avvicinato da un'auto fuori scuola.
- Ascolti: telespettatori 3 262 000 – share 15,49%[6].

## Episodio 6
Il figlio di Salvatore è stato preso dallo zio Filippo Grava il quale obbliga il poliziotto a sdebitarsi con lui. Una volta tornato a casa con il figlio, Salvatore viene avvisato da Vittorio riguardo alla scoperta della polizia e cioè che aveva chiamato Nino sul secondo cellulare la sera del furto.
Fuori città viene ritrovata l'auto bruciata di Vittorio e Ludovica avvisa subito il giudice. Francesco, l'amico di Nino che era con lui nel momento dell'incidente e che era stato pagato da Salvatore per sparire così da non poter fornire l'alibi al ragazzo, interrogato dalla polizia ammette di aver ricevuto dei soldi dal poliziotto che nel frattempo ha pensato di sparire.
Matteo è tormentato e come ha allontanato Chiara ora fo lo stesso con Camilla. Di ritorno a casa dopo aver cenato fuori, Vittorio e Matteo trovano Salvatore ferito in giardino; il poliziotto è stato colpito dalla polizia dopo aver cercato di scappare a un posto di blocco vicino a Varese rientrando dalla Svizzera dopo aver recuperato delle armi per conto di Filippo Grava. Vittorio, dopo averlo medicato, decide di nasconderlo nella casa al lago dove viene visitato da un dottore fidato il quale gli consegna anche dei cellulari puliti.
Ludovica parla con Anita, suocera di Vittorio, scoprendo che l'auto della figlia aveva un GPS installato dall'assicurazione. L'avvocato ne parla con Vittorio il quale decide di raccontarle tutta la verità sconvolgendola e chiedendole di non dire alla polizia del GPS.
A scuola intanto Chiara si sente male e viene soccorsa da Camilla che la accompagna in ospedale; la ragazza ha avuto un aborto spontaneo e Matteo cerca di scusarsi inutilmente. Poco dopo il ragazzo entra nella stanza di Diego Silva venendo beccato da Miguel il quale cerca di rincorrerlo allertando poi la Vichi.
- Ascolti: telespettatori 3 262 000 – share 15,49%[6].

## Episodio 7
Mentre Vittorio è da Salvatore ed è irraggiungibile, Matteo viene portato in commissariato dal padre di Camilla e interrogato riguardo all’episodio dell'ospedale.
Vittorio, dopo aver recuperato il figlio, avvisa Maddalena del fatto che in casa sua ci sono delle microspie e le consegna un telefono pulito per poter parlare con Salvatore in giardino.
Gli inquirenti vogliono vederci chiaro e la Vichi è convinta che i Pagani siano coinvolti nell'incidente di Diego Silva. Camilla viene a saperlo dal padre e riferisce tutto a Matteo.
Vittorio fa recapitare una bici alla figlia della Vichi per il suo compleanno e nel bigliettino scrive che gliela regala Miguel. La poliziotta è furiosa e si presenta fuori dall'ospedale affrontando a muso duro Miguel mentre in quell'istante Vittorio scatta delle foto compromettenti recapitandole poi al questore, al capo della mobile e a Danti. Di conseguenza la Vichi viene sospesa e messa in camera di sicurezza per non poter comunicare con l'esterno. Danti interroga Miguel il quale nega di aver regalato la bici alla Vichi e poco dopo la poliziotta viene rilasciata ma rimane sospesa.
Salvatore non può più rimanere nascosto perché è gravemente ferito e Vittorio con uno stratagemma riesce a farlo ricongiungere con sua moglie la quale lo porta in ospedale ma è troppo tardi e muore. Maddalena in lacrime avvisa Vittorio dandogli la colpa di tutto.
- Ascolti: telespettatori 3 683 000 – share 17,98%[7].

## Episodio 8
Alla polizia Maddalena racconta di aver trovato il telefonino nella cassetta della posta e di essere così entrata in contatto con il marito ma non tira in ballo Vittorio. Il giudice viene comunque sentito da Danti che inizia a sospettare di lui. Nel frattempo Diego Silva si risveglia e Vittorio viene scelto come presidente del tribunale.
Il vice ispettore Orlando capisce che è stato Vittorio a consegnare il telefonino a Maddalena e ne parla con la Vichi, ancora sospesa.
Mentre Vittorio si reca in tutta fretta all'aeroporto con l'idea di scappare a Londra con il figlio, Matteo si presenta invece in commissariato accompagnato dalla nonna e racconta a Danti di aver investito Diego, di aver chiesto aiuto a Salvatore e non al padre che sarebbe stato all'oscuro di tutto. La nonna avvisa in tempo Vittorio mentre si trova al gate e così questo si precipita in commissariato.
Vittorio fa visita in carcere al figlio il quale gli racconta di aver investito di proposito Diego dopo aver capito che aveva violentato sua madre prima che si suicidasse e di essersi ripreso la collana che le aveva rubato dopo lo stupro.
A sorpresa Vittorio, durante la proclamazione, rinuncia all'incarico di presidente del tribunale.
Filippo Grava, che ha ordinato a Miguel Silva di non uccidere Matteo, propone un patto a Vittorio e cioè la sua "tranquillità" in cambio di quella del figlio ma il giudice rifiuta dicendogli che non ha paura di lui.
- Ascolti: telespettatori 3 683 000 – share 17,98%[7].